# Federazione di rugby a 15 del Laos
Lao Rugby Federation è l'organismo di gestione del rugby a 15 in Laos.
Fondato nel 2001, ha sede a Vientiane ed è membro di Asia Rugby dalla fondazione e di World Rugby dal 2004.